# Saint-André-les-Alpes
Saint-André-les-Alpes é uma comuna francesa na região administrativa da Provença-Alpes-Costa Azul, no departamento dos Alpes da Alta Provença. Estende-se por uma área de 47,46 km². Em 2010 a comuna tinha 1 028 habitantes (densidade: 21,7 hab./km²).